# Shelley McNamara
Shelley McNamara (Lisdoonvarna, 1952) é arquiteta e acadêmica irlandesa. Ela fundou a Grafton Architects com Yvonne Farrell, em 1978. Grafton ganhou destaque no início de 2010, especializando-se em edifícios fortes, pesados, mas espaçosos, para o ensino superior. McNamara ensina arquitetura no University College, em Dublin, desde 1976 e em várias outras universidades.
A prática de Grafton recebeu a Medalha de Ouro Real em 2020, e seu edifício para a Universidad de Ingeniería y Tecnología em Lima, Peru, recebeu o Prêmio Internacional RIBA de 2016, como o melhor novo edifício do mundo naquele ano. McNamara e Farrell compartilharam o Prêmio Pritzker de Arquitetura de 2020, o maior prêmio da arquitetura.